# Leonardo Bonucci
Leonardo Bonucci (Viterbo, 1 de maio de 1987) é um ex-futebolista italiano que atuava como zagueiro.  Seu último clube foi o Fenerbahçe.

## Carreira

### Internazionale
Bonucci iniciou sua jornada em uma equipe de pequeno porte da Itália, o Viterbese. Após boas atuações no setor defensivo foi emprestado para a Internazionale no verão de 2005. Jogou uma série de amistosos na pré-temporada com a equipe principal da Inter sob análise da comissão técnica. Constatou-se então sua integração no plantel da Inter, após a realização do torneio de Primavera Sub-20 atuando na equipe.
Bonucci fez sua Serie A estréia no último jogo da temporada 2005–06, contra o Cagliari. No final da temporada, o Inter comprou Bonucci imediato.
Em janeiro de 2007, 50% dos direitos de Bonucci de registro foram vendidos para Treviso pelo Inter junto com 50% dos direitos de inscrição para os colegas da Equipa Primavera companheiro de equipe Daniel Maa Boumsong. Naquela época Bonucci foi marcado por uma taxa de pimenta de € 500. Bonucci posteriormente permaneceu no Inter até 30 de junho de 2007. enquanto Daniel Maa Boumsong voltou de Treviso, onde passou a primeira metade da temporada por empréstimo. Durante a última temporada Bonucci com Inter de Equipe Juvenil Sub-20, venceu o italiano Primavera Liga da Juventude Sub-20.

### Treviso e Pisa
Em 1 de Julho de 2007, juntamente com Maa Boumsong eles tornou-se oficialmente jogador Treviso. Essa janela Inter cultivado 3 jogadores para Treviso, incluindo Federico Piovaccari e comprou de volta Robert Acquafresca em junho por € 1,5 milhões. Em Treviso, Bonucci jogou 20 partidas em 27 partidas da Série B como um dos partida regular.
Em junho de 2008, Bonucci foi o único jogador que comprou de volta pela Inter de Treviso, mas ele manteve-se em Treviso por empréstimo. Bonucci foi marcado por cerca de € 700.000 na época. Para compensar Treviso (para Bonucci e mid-season assinatura Riccardo Bocalon e Jacopo Fortunato por valor não revelado) e dar uma chance aos jogadores jovens, Treviso contratou Gianluca Litteri e Daniele Pedrelli em co-propriedade negócio por € 50.000 e € 275.000, respectivamente. Treviso também assinaram Alex Cordaz e Maa Boumsong total de € 800.000 e € 250.000. Todas as promoções em 2008 anos feita em dinheiro pouco ou nenhum envolvimento entre Treviso e Inter.
Bonucci jogou 13 partidas da Serie B para Treviso antes de deixar para outro B Serie struggler Pisa Calcio por empréstimo.

### Bari

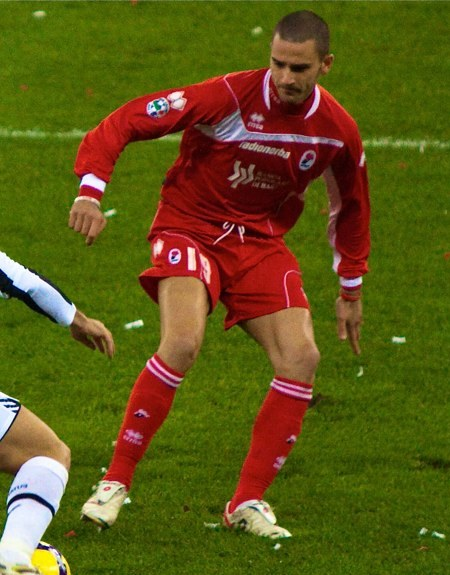
Bonucci em ação pelo Bari.

Em 8 de junho de 2009, Bonucci foram submetidos a exame médico em Gênova. Em 1 de Julho, o Inter anunciou oficialmente Bonucci, juntamente com Robert Acquafresca, Francesco Bolzoni e Riccardo Meggiorini, transferido para Gênova, como parte do acordo que enviou Thiago Motta e Diego Milito para o Inter. Além disso, Ivan Fatic que co-propriedade entre Chievo e Inter, tornou-se co-propriedade entre Chievo e Genoa. Bonucci foi avaliado 3.000.000 € na época.
Mas em 2 de julho, ele foi transferido para Bari a partir de Gênova, em um acordo de co-propriedade, por 1.750.000 €, juntamente com Meggiorini (co-propriedade acordo, por € 2.750.000, Matteo Paro (empréstimo), Andrea Ranocchia (empréstimo) e Giuseppe Greco (empréstimo).
Em Bari ele se tornou a primeira escolha na defesa central, sob treinador Giampiero Ventura, mostrando um estilo composto ainda mais forte e eficaz defensiva. Ele formou uma parceria muito forte com Andrea Ranocchia , que era tão eficaz que, a partir do ponto médio na temporada 2009–10, Bari teve o melhor registo defensivo segundo na Série A. A forte parceria terminou após Ranocchia se machucou no meio da temporada e foi descartada para as luminárias restantes.

### Juventus

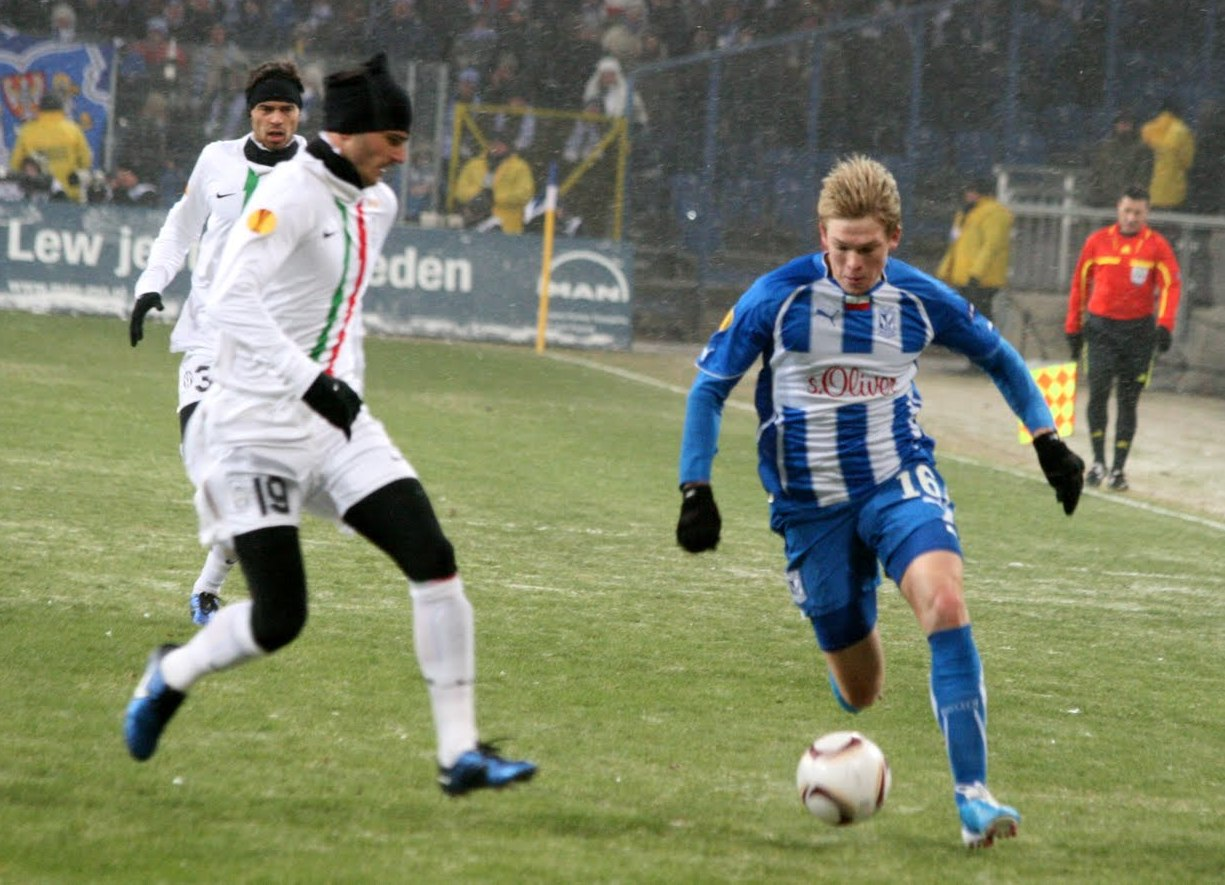
Bonucci á esquerda disputando bola com Artjoms Rudņevs.

No mesmo dia em que a Itália foi eliminada da Copa do Mundo, Bari comprou a metade restante dos direitos Bonucci do registro de Génova por € 8 milhões. Co-atualmente, Bari assinado Sergio Bernardo Almirón, em co-propriedade por € 2.5M negócio, que já foi emprestado para a temporada 2009–10 da Juventus e Genoa comprou os direitos restantes 50% do Domenico Criscito da Juve por € 6 milhões, no dia seguinte. Bonucci, em seguida, foi a Turim para um médico, e do swap de 3 vias foi concluída em 1 de Julho, que custou € 15.5M Juve Bonucci (mas em dinheiro, mais lida do jogador) e ele assinou um contrato de 5 anos.

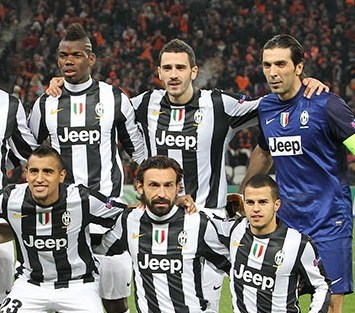
Bonucci com a equipe da na temporada 2012–13.

Parceria com a Azzurri companheiro Chiellini, Bonucci foi imediatamente convocado para o line-up de partida para as primeiras partidas da temporada. Ele marcou seu primeiro gol pela Juventus na Liga Europa play-off jogo contra o Sturm Graz.
Em 2 de abril de 2012 Juventus anunciou que Bonucci tinha assinado um contrato de 5 anos de novo em vigor em 01 de julho de 2012. Em 11 de dezembro, o zagueiro foi multado em R$5,38 mil pela Federação Italiana de Futebol por simulação de pênalti numa partida diante do Palermo.
Bonucci fez sua estréia na Liga dos Campeões contra o Chelsea na fase de grupos e marcou seu primeiro gol na competição contra o Shakhtar Donetsk em outubro de 2012, em um empate por 1 a 1. Em dezembro de 2012 Bonucci foi criticado por mergulho em um jogo da liga contra o Palermo em que foi descrito por alguns jornalistas como o pior mergulho de todos. Ele não foi suspenso mas recebeu uma multa de 2000 €. Conquistou seu segundo título do campeonato italiano com a Juventus após bater o Palermo por 1 a 0 no dia 5 de maio de 2013, chegando ao 29ª título do clube.[carece de fontes?]

### Milan
Bonucci foi anunciado pelo Milan no dia 14 de julho de 2017, por um valor de 42 milhões de euros pagos à Juventus, assinando um contrato por 5 temporadas.Ele fez sua estreia com a nova camisa, no dia 17 de agosto seguinte, no San Siro, na vitória contra o FK Shkëndija da Macedônia (6-0) válido para a primeira mão dos play-offs da Liga Europa.Em 6 de janeiro de 2018, Bonucci marcou seu primeiro gol com a camisa milanista, assinando a vitória decisiva por 1 a 0 sobre o Crotone.

### Retorno a Juventus
No dia 2 de agosto de 2018, acertou seu retorno a Juventus, em troca que envolveu a ida de Mattia Caldara ao time rossonero.
4 de julho de 2020, dia marcante para Bonucci, ele chegou a marca de 400 jogos pela Juve na vitória de 4-1 sobre o Torino, em jogo válido pela 30ª rodada do Campeonato Italiano.
Em 11 de maio de 2023,  Leonardo Bonucci completou 500 jogos pela Juventus ao jogar de início no encontro da primeira mão das meias-finais da Liga Europa UEFA disputado pela Velha Senhora no Allianz Stadium, em Turim diante do Sevilha (1-1). Ele que se juntou ao grupo de Clube 500 (jogadores da Juventus com 500 partidas ou mais) que, até agora, tem apenas cinco participantes. Além de Bonucci, o clube conta com Alessandro Del Piero, Gianluigi Buffon, Giorgio Chiellini, Gaetano Scirea e Giuseppe Furino.
Na época 2022-23, ele disputou 26 partidas e ainda marcou dois golos pelos Bianconeri.

### Union Berlin
Leonardo Bonucci foi contratado pelo Union Berlin o anuncio feito em 1 de setembro de 2023.  O vinculo é de apenas uma temporada.
Bonucci deixou o clube alemão em janeiro de 2024 e participou de 10 jogos, três pela Liga dos Campeões e sete pelo Campeonato Alemão, e marcou um gol.

### Fenerbahçe
Leonardo Bonucci assinou até o final da temporada com o Fenerbahçe, anuncio feito em 11 de janeiro de 2024.
Bonucci atuou pela última vez em 26 de maio de 2024, na goleada por 6 a 0 sobre o İstanbulspor pelo Campeonato Turco. Após o jogo anunciou sua aposentadoria do futebol.

## Seleção Nacional

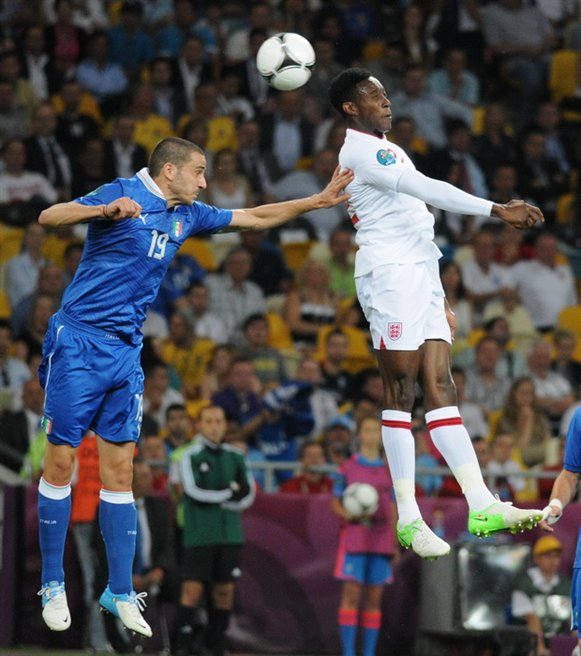
Bonucci atuando pela Seleção Italiana, disputando bola com Welbeck.

Ao nível da juventude, jogou para Sub-21 da equipe representante Serie B. Ele foi chamado para o amistoso contra a Renate em 6 de novembro de 2007, e contra-20-Serie equipe representativa C em 4 de dezembro de 2007. Ele também tampado para a equipe em um amistoso interno, que dividiu o Sub-21 Serie equipe B em dois em 9 de outubro de 2007, em 21 de outubro de 2008, em 25 de Novembro, e em 24 de março de 2009 como capitão da equipe azul.
Ele também recebeu uma chamada de up-de Itália equipe Sub-20 em 31 de maio de 2007. Ele era um banco não utilizado no jogo que perdeu para 1 a 0 Serie D Melhor XI.
Bonucci fez sua estréia com a Itália equipa sénior em 3 de março de 2010, em um amistoso contra Camarões, que teve lugar em Mônaco. Ele foi incluído por Marcello Lippi na formação inicial, juntamente com frequentadores da seleção Fabio Cannavaro e Giorgio Chiellini para formar a linha de defesa em uma formação 3-4-3.
Em seguida, ele foi incluído na lista de convocados para a Copa do Mundo 2010. Ele marcou seu primeiro gol em 3 de junho de 2010, em uma perda 2 a 1  amistoso contra o México. Na Copa do Mundo, ele apareceu como substitutos não utilizados para os três jogos disputados pela Itália.
No dia 3 de junho 2013 foi confirmada a sua convocação para a Copa das Confederações FIFA de 2013. No dia 27 de junho, durante o jogo de semifinal contra a Espanha, errou um pênalti que levou a Itália a perder o jogo.
Bonucci foi um dos 26 convocados pelo técnico Roberto Mancini para a disputa da Eurocopa 2020. Bonucci virou capitão em 22 de Fevereiro de 2023, Assumindo o lugar de Giorgio Chiellini.

## Títulos
Internazionale
- Campeonato Italiano: 2005–06

Juventus
- Campeonato Italiano: 2011–12, 2012–13, 2013–14, 2014–15, 2015–16, 2016–17, 2018–19, 2019–20
- Copa da Itália: 2014–15, 2015–16, 2016–17, 2020–21
- Supercopa da Itália: 2012, 2013, 2015, 2018, 2020[45]

Seleção Italiana
- Eurocopa: 2020

### Prêmios individuais
- FIFPro World XI: 2017
- Time do Ano da UEFA: 2016
- Gran Galà del Calcio: 2016
- Melhor equipe da UEFA Champions League: 2016–17[46]
- Melhor equipe da Serie A: 2014–15, 2015–16, 2016–17
- 88º melhor jogador do ano de 2012 (The Guardian)[47]
- 26º melhor jogador do ano de 2016 (The Guardian)[48]
- 28º melhor jogador do ano de 2016 (Marca)[49]
- Equipe Ideal da Eurocopa: 2020[50]
- IFFHS ALL TIME DREAM TEAMS ITALY (Time C)[51]